# Maraapunisaurus
Maraapunisaurus (лат.) — род завроподных динозавров из семейства реббахизаврид (Rebbachisauridae), включающий единственный вид — Maraapunisaurus fragillimus. Обитал на территории северо-западной Неопангеи во времена позднеюрской эпохи (титонский век), около 152,1—145 млн лет назад. Известен только по одному ныне утерянному фрагменту спинного позвонка, обнаруженному в отложениях формации Моррисон, штат Колорадо, США. Вид описан Эдвардом Копом в 1878 году под названием Amphicoelias fragillimus; выделен в собственный род Maraapunisaurus Кеннетом Карпентером в 2018 году.
Основываясь на описании единственного позвонка, палеонтологи произвели многочисленные оценки размера Maraapunisaurus; по самым большим из них, этот завропод достигал около 60 м в длину при массе в 150 т, что делает его самым длинным известным науке животным. Некоторые авторы предполагали, что существование столь огромного динозавра биологически невозможно, а оценочная длина могла оказаться завышена из-за наличия типографической ошибки в первоначальном описании 1878 года. Однако в 2018 году Карпентер отверг мнение о наличии опечатки, но, при этом, пришёл к выводу, что Maraapunisaurus был скорее реббахизавридом, чем диплодоцидом. По новой оценке, произведённой путём масштабирования Limaysaurus (вместо диплодока) до соответствующих пропорций, Maraapunisaurus достигал 31 м в длину, что ставит его в один ряд с крупнейшими из завропод. 
Если Maraapunisaurus действительно был реббахизавридом, то это древнейший представитель семейства. По предположению Карпентера, реббахизавриды возникли в Северной Америке, а затем через Европу проникли в Южную Америку.

## История изучения

### Оригинальное описание
Голотип и единственный известный экземпляр Maraapunisaurus обнаружил охотник за ископаемыми Орамель Люкас, вскоре после того как в 1877 году его нанял известный палеонтолог Эдвард Коп. Образец был найден в Гарден-Парке, к северу от Каньон-Сити, штат Колорадо, недалеко от карьера, в котором обнаружены первые экземпляры камаразавра. Материал представлен только одним огромным неполным позвонком (дуга позвонка с невральным отростком), сохранившемся в плохом состоянии. Экземпляр, по описанию Копа, достигал 1,5 м в высоту; высота полного позвонка могла достигать 2,7 метра. Люкас отправил образец Копу в Филадельфию весной или в начале лета 1878 года, и Коп сделал его голотипом нового вида из рода Amphicoelias, который описал под названием Amphicoelias fragillimus в августе того же года. Кроме того, в полевых заметках Копа за 1879 год есть запись об «огромном дистальном конце бедренной кости» (англ. [i]mmense distal end of femur), обнаруженном всего в нескольких десятках метров от гигантского позвонка. Этот экземпляр никогда не был формально причислен к виду.
Фрагмент позвонка Maraapunisaurus имел тонкие, ажурные пластинки (костные перегородки). Именно поэтому Коп дал название виду fragilimus, что означает «ломкий, хрупкий». Эта особенность находки, возможно, и стала причиной её разрушения. В 1902 году палеонтолог Оливер Хей сгиперкорректировал видовое название на fragilissimus, хотя такие исправления не разрешены Международным кодексом зоологической номенклатуры (МКЗН). В любом случае, fragillimus — это правильная превосходная степень fragilis на латыни. Как указал Коп в своей записной книжке, основываясь на отчёта Люкаса, образец найден на холме к югу от карьера Camarasaurus (англ. Camarasaurus quarry), ныне известного как Cope's Nipple (также просто the Nipple или Saurian Hill).

### Исчезновение образца
Гигантский позвонок, приписанный "A." fragillimus, часто игнорировался в резюме крупнейших динозавров. Отчасти причиной этому послужило исчезновение позвонка, а также вышеупомянутой бедренной кости; все попытки найти утерянный материал провалились. В 2006 году Кеннет Карпентер представил возможный сценарий исчезновения экземпляра. Как отметил Коп в описании и даже в самом названии вида, костный материал был очень хрупким. При этом, методы упрочнения и сохранения ископаемых костей ещё не были изобретены (соперник Копа, палеонтолог Отниэл Чарлз Марш, стал первым, кто использовал такие методы в начале 1880-х годов). По предположению Карпентера, кости могли сохраниться в глубоко выветрившемся аргиллите, который имеет тенденцию легко крошиться и дробиться на маленькие неправильные кубики. Следовательно, позвонок, скорее всего, сильно раскрошился и был выброшен Копом вскоре после того, как он его проиллюстрировал. По мнению Карпентера, это может объяснять, почему Коп изобразил экземпляр только сзади, а не под разными углами, как в случае с другими находками
.
В 1897 году, после смерти Копа, коллекции учёного были проданы Американскому музею естественной истории. Каталогизируя их, Уильям Диллер Мэтью не смог найти многие важные экземпляры, в том числе голотип "A." fragillimus. Из-за вероятности того, что когда-нибудь образец будет повторно найден, ему был присвоен каталожный номер AMNH 5777.
В 1994 году была предпринята попытка рассмотреть кости, всё ещё находившиеся породе, при помощи георадара. Эта попытка не увенчалась успехом, потому что сохранившиеся в аргиллитах кости имели ту же плотность, что и окружающая порода, из-за чего георадар оказался не способен различить их. Изучение местной топографии также показало, что слои горных пород, содержащие окаменелости, подверглись сильной эрозии, предположительно, ещё до того, как Люкас обнаружил позвонок Maraapunisaurus. Таким образом, вероятно, большая часть сохранившихся элементов скелета Maraapunisaurus уже разрушилась к моменту обнаружения голотипа.

### Современные интерпретации
Гигантские размеры позвонка стали предметом палеонтологической дискуссии. В 2006 году Карпентер утверждал, что есть все основания поверить Копу на слово, отмечая, что на кону стоит репутация палеонтолога. Открытие произошло во время периода так называемых «Костяных войн», и Чарлз Марш, который «всегда был готов унизить» своего соперника Копа, никогда не ставил размер позвонка под сомнение. Известно, что Марш нанимал шпионов, чтобы следить за открытиями Копа, и поэтому нельзя исключать, что он, возможно, даже получил подтверждение огромных размеров находки. Палеонтологи Генри Фэрфилд Осборн и К. С. Мук в 1921 году, а также Джон С. Макинтош в 1998 году, безоговорочно приняли данные Копа в опубликованных ими обзорах. Другие палеонтологи отнеслись к размерам позвонка более критично. В исследовании 2014/2015 года Кэри Вудрафф и Джон Р. Фостер пришли к выводу, что размер позвонка был переоценен и что современные палеонтологи принимают интерпретацию Копа без должного скептицизма. По мнению Вудраффа и Фостера, если воспринимать отчёт Копа беспрекословно, то сверхгигантский "A." fragillimus — это «крайне маловероятное» существо. Такой вывод аргументировался следующими обстоятельствами:
- Никакие другие окаменелости завропод предполагаемого масштаба не были обнаружены в формации Моррисон или где-либо ещё;
- После публикации описания "A." fragillimus, палеонтологи XIX века, в том числе и сам Коп, игнорировали гигантский размер позвонка, даже несмотря на то, что находка могла обосновать «закон Копа» об увеличении размера в ходе эволюции;
- Типографические ошибки в измерениях Копа — например, данные об измерениях позвонков в метрах, а не в миллиметрах — подрывают их надёжность. Настоящая высота сохранившегося элемента позвонка могла составлять только 138 см.

В 2018 году Карпентер ещё раз защитил исходные измерения, приведённые Копом. Вудрафф и Фостер указывали, что Коп ошибочно обозначал миллиметры сокращением «m» (вместо «mm»). Карпентер, однако, отмечает, что в то время такой метод сокращения был стандартным, а метры обозначались заглавной «M». В дополнение к этому, он сослался на переписку между Люкасом и геологом-исследователем Фердинандом Гайденом, в котором большой размер был повторен без вопросов. Люкас часто делал свои собственные точные измерения, поэтому Карпентер считает маловероятным, что он просто повторил то, что написал Коп. Позже, в 1880 году, Люкас упомянул экземпляр в своей автобиографии, восхищённо рассуждая: «каким чудовищем должно было быть животное» (англ. [w]hat a monster the animal must have been). Таким образом, нельзя сказать, что огромному размеру позвонка не уделялось совершенно никакого внимания. Карпентер следующим образом отозвался о работе Вудраффа и Фостера: «Очень жаль, что они пытаются опровергнуть утверждение Копа, ставя под сомнение качество его работы, и доходят до того, что меняют измерения Копа».
При повторном изучении рисунка образца и его сравнении с позвонками других завропод, Карпентер (2018) пришёл к выводу, что "A." fragillimus относится к кладе (семейству) реббахизаврид. Так как, согласно выводам Карпентера, "A." fragillimus не является близким родственником A. altus (типовой вид рода Amphicoelias), исследователь выделил этого завропода в собственный род Maraapunisaurus. Родовое название таксона происходит от южноютского «Ma-ra-pu-ni», что означает «огромный», и латинизированного др.-греч. σαῦρος [sauros] — «ящер, ящерица». Название было предложено Карпентеру Департаментом культуры Южной Юты, расположенным в Игнасио, штат Колорадо. Новые роды животных редко описывают по утерянным экземплярам, но Карпентер указал, что МКЗН явно разрешает это, причём реббахизаврид Nopcsaspondylus был описан аналогичным образом. В благодарностях к статье Карпентер указывает одного из пользователей  DeviantArt, Захари Армстронга (на сайте известен как palaeozoologist), который предположил, что M. fragillimus может быть реббахизавридом, ещё в 2014 году.

## Описание

### Размер
К любой оценке размера Maraapunisaurus следует относиться с осторожностью из-за того, что его единственный образец утерян и никогда не был подробно, точно описан. Все оценки размеров основаны на первоначальном описании Копа, которое имеет несколько расплывчатые измерения. Также высказывалось предположение, что оно может содержать критические типографические ошибки, хотя эта идея оспаривается.
Поскольку Maraapunisaurus известен лишь по одному неполному позвонку, его приблизительный размер можно оценить только путём масштабирования костей более изученных близкородственных видов. Следует учитывать, что такие оценки требуют допущения того, что относительные пропорции Maraapunisaurus и масштабируемого животного были одинаковыми. В оригинальном описании вида Коп произвёл методом масштабирования оценку гипотетической бедренной кости "A." fragillimus. Коп заявил, что у других завроподовых динозавров, в частности, у Amphicoelias altus и Camarasaurus supremus, бедренная кость всегда вдвое выше самого высокого спинного позвонка, и оценил размер бедренной кости "A." fragillimus в 12 футов (3,6 м) в высоту.
В 1994 году Грегори Пол масштабировал диплодока до размеров "A." fragillimus, оценив длину бедренной кости получившегося животного в 3,1—4 м. По оценке Пола, полная длина завропода составляла от 40 до 62 м. В ревизии "A." fragillimus, проведённой Карпентером в 2006 году, длина динозавра также была оценена путём масштабирования диплодока до нужных размеров. В этом исследовании высота бедренной кости оценивается в 4,3—4,6 м. Далее Карпентер оценил полную длину "A." fragillimus, отметив, что относительные пропорции диплодоцид могут варьироваться от вида к виду. Допуская, что "A." fragillimus имел те же пропорции, что и хорошо известный диплодок, Карпентер оценил его длину в 58 м. Карпентер указал на тот факт, что даже самые низкие оценки длины "A." fragillimus выше, чем предполагаемая длина других гигантских завропод, таких как суперзавр (32,5 м), завропосейдон (34 м) и аргентинозавр (30 м). Также Карпентер дал более умозрительные оценки отдельных анатомических частей "A." fragillimus (опять же, увеличив диплодока до соответствующего масштаба): длина шеи, по его оценке, достигала 16,75 м, тела — 9,25 м, хвоста — 32 метра. Он оценил высоту передних конечностей "A." fragillimus в 5,75 метра, задних конечностей — в 7,5 метра, а высоту тела до самой высокой точки спины — в 9,25 м.  
В 2018 году, когда Карпентер переописал M. fragillimus и отнёс его к реббахизавридам, он дал новые, сильно отличающиеся от предыдущих оценки размера. Поскольку в классификационной схеме Карпентера Maraapunisaurus таксономически далек от диплодока, он решил масштабировать реббахизаврида Limaysaurus, выделяющегося на фоне своих родственников полнотой известного материала. При прямом увеличении размера Limaysaurus длина Maraapunisaurus была оценена в 30,3 м, высота в плечах — 7,95 м. Тем не менее, Карпентер отметил, что, согласно исследованию Пэрриша (2006), длина шеи завропод пропорциональна длине туловища в 1,35 раза. Имея это в виду, он дал оценку, по которой длина Maraapunisaurus составляет чуть более 32 м. Шея животного, по меньшей оценке, достигала около 6 м в длину, по большей —  7,6 м. В целом, согласно новой оценке, длина ящера была примерно вдвое меньше, чем согласно предыдущей, хотя при этом он всё ещё остаётся сопоставим с другими крупнейшими диплодокоидами, такими как Supersaurus vivianae и Diplodocus hallorum. Также масштабируя скелет Limaysaurus, Карпентер оценил высоту бедренной кости Maraapunisaurus в 2,9 м, что значительно меньше, чем по более старым оценкам Копа, Карпентера и других авторов. Наконец, палеонтолог оценил длину пальцев задней конечности динозавра в 1,36 м. Это означает, что по своим размерам отпечаток ноги Maraapunisaurus мог быть сопоставим со следами гигантских завропод из Брумского песчаника, Австралия. 
Определить массу завропода намного сложнее, чем длину, поскольку требуемые для этого более сложные уравнения склонны к большей погрешности из-за меньших вариаций общих пропорций животного. Карпентер в 2006 году взял за основу оценку массы диплодока Карнеги (11,5 т), произведённую Г. С. Полом в 1994 году, и предположил, что Maraapunisaurus мог весить до 122,4 т. В 2019 году Грегори Пол оценил длину Maraapunisaurus в 35—40 м при массе 35—40 т или более и длине бедренной кости в 3—3,5 м или более, что превышает оценку Карпентера. По мнению Пола, Maraapunisaurus может быть самым крупным известным науке наземным животным.  
Р. Молина-Перес и А. Ларраменди (2020) дали следующие оценки размера Maraapunisaurus: длина — 35 м, высота в бедре — 7,7 м, масса — 70 т. По их словам, Maraapunisaurus «мог весить почти как два кашалота и легко мог быть длиннее синего кита». Это ставит Maraapunisaurus в число одних из самых длинных позвоночных; согласно оценкам Молины-Переса и Ларраменди, он уступал в размерах только cf. Argentinosaurus (36 м, 89 т), cf. Barosaurus (45 м, 60 т) и, возможно, Bruhathkayosaurus (37 м, 95 т?). Для сравнения, синий кит достигает до 29,9—33,6 м длину и весит до 150—190 т.